# Bruder Esel
Bruder Esel ist eine 14-teilige Fernsehserie, die 1996 von RTL produziert und gesendet wurde.

## Inhalt
Ludger Spengler lebt seit über 20 Jahren als Pater in einem Franziskanerkloster im katholisch geprägten Münster. Zweifel an seiner Berufung kommen ihm, als er Theres Spitzer, die Mutter seiner Klavierschülerin Beppa, kennenlernt und sich in sie verliebt. Hin- und hergerissen zwischen seinem Gelübde und seiner Liebe zu der dreifachen Mutter und Gastwirtin, verlässt er nach zahlreichen Verwicklungen und schwierigen Entscheidungen den Orden. Nachdem Theres von ihm schwanger wird, heiraten sie und Ludger. Als seine Umgebung daraufhin mit Unverständnis und Feindseligkeit reagiert, zieht die Familie nach Bremerhaven und wagt dort einen Neuanfang.

## Besetzung

### Hauptdarsteller
| Rollenname       | Schauspieler   | Bemerkung                                           |
| Ludger Spengler  | Dieter Pfaff   | Pater und später Verlobter von Theres               |
| Theres Spitzer   | Renate Krößner | Verlobte von Ludger                                 |
| Beppa Spitzer    | Miriam Horwitz | Tochter von Theres                                  |
| Floriane Spitzer | Anna von Berg  | Tochter von Theres                                  |
| Henry Spitzer    | Bilal Diallo   | Sohn von Theres                                     |
| Ferdi Klamm      | Hans Lobitz    | Untermieter und Bester Freund von Theres und Ludger |

### Nebendarsteller
| Rollenname         | Schauspieler     | Bemerkung                                                |
| Prior Kosmas       | Jürgen Hentsch   | 1. Guardian des Ordens                                   |
| Gina Granati       | Adriana Altaras  | Alte Freundin von Ludger, besitzt ein Restaurant         |
| Mario Granati      | Cuco Wallraff    | Sohn von Gina und Freund von Floriane                    |
| Opa Spitzer        | Otto Grünmandl   | Vater von Theres                                         |
| Hilde Spengler     | Hilde Krahl      | Mutter von Ludger                                        |
| Hans Lüken         | Ferdinand Dux    | Nachbar und Freund von Ludger und Theres                 |
| Gregor Spengler    | Holger Handtke   | Neffe und Patenkind von Ludger, Sohn von Pia und Michael |
| Suse               | Nina Weniger     | Freundin von Gregor                                      |
| Ursula Spengler    | Irmgard Riessen  | Schwägerin von Ludger und Frau vom anderen Bruder        |
| Mia Spengler       | Maria Pichler    | Schwägerin von Ludger und Frau von Michael               |
| Dr. Traute Zettel  | Charlotte Schwab | Frauenärztin von Theres                                  |
| Thorsten           | Rudolf Kowalski  | Freund von Ferdi, besitzt einen Friseursalon             |
| Michael Spengler   | Holger Mahlich   | Bruder von Ludger und Mann von Mia                       |
| Anderer Bruder     | ?                | Bruder von Ludger und Mann von Ursula                    |
| Elias              | Sylvester Groth  | Alter Freund von Ludger und 2. Guardian des Ordens       |
| Name nicht erwähnt | Harald Maack     | Florianes Vater                                          |
| Name nicht erwähnt | Dietmar Mues     | Beppas Vater                                             |
| Name nicht erwähnt | Aloysius Itoka   | Henrys Vater                                             |

## Episodenliste
| Folge | Erstausstrahlung  | Titel                 | Regie              | Gastschauspieler (Auswahl)                           |
| 1     | 9. Oktober 1996   | Mut zum Glück         | Stephan Meyer      | Else Quecke, Johannes Herrschmann, Roman Silberstein |
| 2     | 11. Oktober 1996  | Nix wie weg           | Stephan Meyer      | Monika John, Ingrit Dohse                            |
| 3     | 18. Oktober 1996  | Die Hochzeit          | Stephan Meyer      | Ingrid von Bothmer, Werner Eichhorn                  |
| 4     | 25. Oktober 1996  | Neuanfang             | Stephan Meyer      |                                                      |
| 5     | 8. November 1996  | Die Kutte             | Stephan Meyer      |                                                      |
| 6     | 15. November 1996 | Alles aus Liebe       | Stephan Meyer      | Ramin Yazdani, Hildegard Wensch                      |
| 7     | 22. November 1996 | Frau Mutter           | Peter Vogel        |                                                      |
| 8     | 29. November 1996 | Versuchung            | Peter Vogel        | Dirk Dautzenberg                                     |
| 9     | 6. Dezember 1996  | Die beste Lösung      | Peter Vogel        | Wolfgang Riehm                                       |
| 10    | 13. Dezember 1996 | Theres                | Peter Vogel        | Ursula Graeff                                        |
| 11    | 20. Dezember 1996 | Die erste Liebe       | Peter Schulze-Rohr |                                                      |
| 12    | 26. Dezember 1996 | Zweifel               | Peter Schulze-Rohr |                                                      |
| 13    | 27. Dezember 1996 | Die zweite Hochzeit   | Peter Schulze-Rohr |                                                      |
| 14    | 27. Dezember 1996 | Franz von Bremerhaven | Peter Schulze-Rohr |                                                      |

## Sonstiges
„Bruder Esel“ nennen die Franziskanerpater ihren eigenen Körper, da er häufig wie ein Esel reagiert: störrisch und eigenwillig. Wie alle seine Serienfiguren hat Hauptdarsteller Dieter Pfaff auch die Rolle des Ludger Spengler mitentwickelt. Gedreht wurde an Schauplätzen in Münster und Bremerhaven, die im Kloster spielenden Aufnahmen entstanden im Kloster Lüne in Lüneburg.
Die erste Folge wurde am Mittwoch, dem 9. Oktober 1996 ausgestrahlt, die weiteren jeweils einstündigen Folgen liefen ab 11. Oktober 1996 freitags um 21.15 Uhr, die letzten drei Episoden an Weihnachten. Trotz großen Erfolges – die Serie wurde 1997 mit dem renommierten Grimme-Preis und dem Goldenen Löwen ausgezeichnet – wurde Bruder Esel nach 14 Folgen nicht fortgesetzt.